# Зграда месне заједнице у Бачком Јарку
Месна заједница Бачки Јарак у Бачком Јарку је под заштитом Покрајинског завода за заштиту споменика културе Петроварадин. С обзиром да представља значајну историјску грађевину, проглашена је непокретним културним добром Републике Србије. Налази се на углу Новосадске улице и Младена Стојановића. 

## Историја
Месну заједницу Бачки Јарак је 1904. године саградио Антон Динер као Општински дом. Према стилским карактеристикама припада епохи историзма са елементима неоромантичарске архитектуре карактеристичне за почетак двадесетог века. У згради су данас смештене канцеларије Месне заједнице Бачки Јарак, библиотека и свечана сала – читаоница, док је део зграде у приватном власништву. Приземна је са основама у облику слова П. Три крила формирају двориште које је окренуто ка главној улици и ограђено. Ограда је од кованог гвожђа на зиданом парапету, док је централно постављена гвоздена улазна капија уоквирена зиданим луком између стубова са украсним капама. Улаз у зграду је постављен централно и приступа му се из дворишта. Централни улазни хол, од дворишта одвојен застакљеним лучним отворима великих димензија, је постављен по дужини централног крила у ком је смештена и свечана сала, највећа просторија у згради, док су у бочним крилима смештене канцеларије. Фасаде које су оријентисане ка улици, југозападна и северозападна, су декорисане малтерском пластиком док су остале сведене. Сви прозори на уличним фасадама су залучени, док су прозори на југоисточној фасади правоугаони. Првобитна дрвена столарија, унутрашња и спољашња, је у највећој мери сачувана. Уз првобитну зграду са дворишне стране је дограђен мањи објекат без архитектонског значаја у ком се данас налази Клуб пензионера који функционише независно од главне зграде због засебног улаза.